# Mirosława Błaszczak-Wacławik
Mirosława Anna Błaszczak-Wacławik (ur. 2 lipca 1951 w Katowicach, zm. 2 czerwca 2022 w Tychach) – polska historyczka filozofii, działaczka opozycji w okresie PRL, wykładowczyni Uniwersytetu Śląskiego w Katowicach.

## Życiorys
Córka Wojciecha i Wandy. W 1974 ukończyła studia na Wydziale Filologicznych Uniwersytetu Śląskiego w Katowicach. Bezpośrednio po ukończeniu studiów rozpoczęła pracę naukowo-dydaktyczną w Instytucie Filozofii UŚ. W 1985 otrzymała stopień doktora filozofii.
W latach 1977–1981 należała do Polskiej Zjednoczonej Partii Robotniczej. W latach 1977–1980 współorganizowała grupę samokształceniową Komitet Samoobrony Robotników na UŚ. We wrześniu 1980 została członkinią Komitetu Założycielskiego NSZZ „Solidarność” na UŚ. W 1982 zwolniona z pracy na uczelni. W latach 1982–1986 zatrudniona w hucie „Baildon” w Katowicach. Od 1982 współorganizowała hurtowe punkty kolportażu i siatki kolporterów oraz kolportowała wydawnictwa podziemne w Regionie Śląsko-Dąbrowskim. W latach 1982–1985 publikowała pod pseudonimem „Katarzyna” w pismach podziemnych „WiS” i „PIK”. Na przełomie marca i kwietnia 1982 współzakłada pierwszą, tzw. katowicką, Regionalną Komisję Wykonawczą „Solidarności” Regionu Śląsko-Dąbrowskiego. W latach 1982–1987 współpracowniczka Miejskiej Komisji Koordynacyjnej w Tychach.
W latach 1986–1990 pracowała w Miejskiej Bibliotece Publicznej w Tychach, zaś w latach 1990–2006 ponownie na Uniwersytecie Śląskim, w Instytucie Filozofii Wydziału Nauk Społecznych Uniwersytetu Śląskiego. W 2006 przeszła na emeryturę. Była wolontariuszką w hospicjum w Tychach.
Żona Grzegorza Wacławika. Pochowana na cmentarzu przy ul. Brynicy w Katowicach.

## Odznaczenia
- Krzyż Wolności i Solidarności „za zasługi w działalności na rzecz niepodległości i suwerenności Polski oraz respektowania praw człowieka w Polskiej Rzeczypospolitej Ludowej” (2012)[7]
- Krzyż Kawalerski Orderu Odrodzenia Polski „za wybitne zasługi w działalności na rzecz przemian demokratycznych w Polsce” (2022)[8]